# Martin Penc
Martin Penc (Praga, 21 de mayo de 1957) es un deportista checoslovaco que compitió en ciclismo en la modalidad de pista, especialista en las pruebas de persecución y puntuación.
Participó en los Juegos Olímpicos de Moscú 1980, obteniendo la medalla de bronce en la prueba de persecución por equipos (junto con Teodor Černý, Jiří Pokorný e Igor Sláma) y el octavo lugar en persecución individual.
Ganó tres medallas en el Campeonato Mundial de Ciclismo en Pista entre los años 1981 y 1989.

## Medallero internacional
| Juegos Olímpicos   | Juegos Olímpicos      | Juegos Olímpicos  | Juegos Olímpicos            |
| Año                | Lugar                 | Medalla           | Competición                 |
| ------------------ | --------------------- | ----------------- | --------------------------- |
| 1980               | Moscú (URSS)          | Medalla de bronce | Puntuación                  |
| Campeonato Mundial |                       |                   |                             |
| Año                | Lugar                 | Medalla           | Competición                 |
| 1981               | Brno (Checoslovaquia) | Medalla de bronce | Persecución por equipos (A) |
| 1985               | Bassano (Italia)      | Medalla de oro    | Puntuación (A)              |
| 1989               | Lyon (Francia)        | Medalla de bronce | Puntuación (P)              |